# Karl Kautsky
Karl Johann Kautsky (16. října 1854, Praha – 17. října 1938, Amsterdam) byl rakousko-český socialistický politik a přední teoretik marxismu.

## Život
Karel Kautský se narodil v Praze do umělecké středostavovské rodiny, jeho otec Jan Václav Kautský byl scénograf, jeho matka byla herečka a levicová spisovatelka Minna Kautsky. Rodina se přestěhovala do Vídně, když bylo malému Karlovi sedm let. V r. 1874 nastoupil Kautský ve Vídni na univerzitu ke studiu historie a filozofie, následujícího roku 1875 se stal členem Sociálně demokratické strany Rakouska (SPÖ). V r. 1880 se připojil ke skupině německých socialistů v Curychu, jež byla finančně podporována Karlem Höchbergem a která pašovala socialistický materiál do říšského sněmu v období Bismarckových protisocialistických zákonů. Ovlivněn Eduardem Bernsteinem, Höchbergovým tajemníkem, stal se marxistou a v r. 1881 navštěvuje v Anglii Marxe a Engelse.
V r. 1883 založil ve Stuttgartu měsíčník Die Neue Zeit (Nový čas), od r. 1890 týdeník, který redigoval až do září 1917 a který mu kromě propagace marxismu zajišťoval stálý finanční příjem. V letech 1885–90 pobýval v Londýně, kde se stal blízkým přítelem Friedricha Engelse. Od roku 1890 žil v Berlíně, v r. 1891 se společně s Augustem Bebelem a Eduardem Bernsteinem podílel na vypracování Erfurtského programu Sociálně demokratické strany Německa (SPD) a později též programu Heidelberského (1925).
Po Engelsově smrti r. 1895 se stal jedním z nejvlivnějších teoretiků marxismu (některými dokonce nazýván „papežem marxismu“). Společně s Bebelem představoval střední proud ve straně a dávno před Leninem rozvíjel marxistickou teorii imperialismu. Když Bernstein koncem 90. let 19. stol. zpochybnil marxistický výklad revolučních procesů jakožto procesů nevyhnutelných, odsoudil ho Kautský s tím, že Bernsteinovo lpění na morálních základech socialismu otevírá cestu ke koalici s „progresivní“ buržoazií a tím i k netřídnímu přístupu.
V r. 1914, když němečtí sociálně demokratičtí poslanci v říšském sněmu rozhodovali o schválení válečných úvěrů, Kautský, který sice poslancem nebyl, ale schůze se zúčastnil, navrhoval zdržet se hlasování. I když zpočátku věřil tomu, že Německo vede defenzivní válku proti carskému Rusku, již v červnu 1915 společně s Eduardem Bernsteinem a Hugem Haasem vystoupil proti vládě a těm z vedení SPD, kteří válku podporovali. V r. 1917 vystoupil z SPD a angažoval se v levicové Nezávislé sociálně demokratické straně Německa, sdružující protiválečné revoluční socialisty.
Během listopadové revoluce v Německu r. 1918 a krátkého období vlády SPD-USPD sloužil Kautský jako nižší sekretář na ministerstvu zahraničí, kde vyhledával dokumenty k válečné vině císařského Německa.
Po r. 1919 Kautského kdysi výsadní postavení soustavně upadalo. V r. 1920 navštívil Gruzii a v následujícím roce vydal o této stále na bolševické moci nezávislé sociálně demokratické zemi knihu. Když došlo k rozdělení USPD v r. 1920, přidal se k menšině těch, kteří odešli zpět do SPD. Ve věku 70 let se v r. 1924 vrátil s rodinou do Vídně, kde zůstal až do Hitlerova anšlusu r. 1938, kdy přes Československo, kde získal občanství, odletěl do Amsterdamu. Zde ještě téhož roku zemřel.

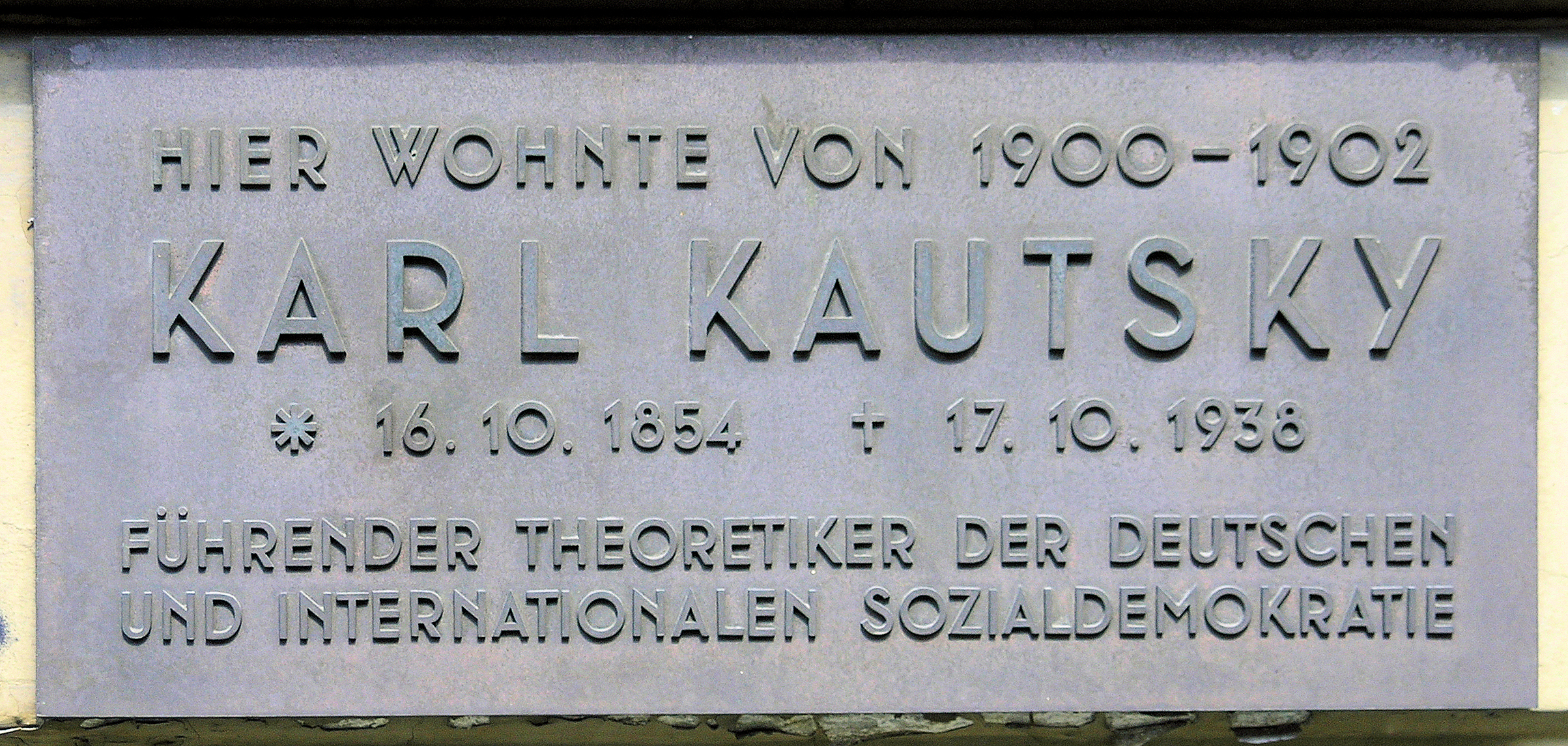
Pamětní deska v Saarstrasse 14

Karl Kautský žil po dlouhou dobu v Berlíně-Friedenau, kde se jeho žena Luise Kautská blízce přátelila s Rosou Luxemburgovou, která žila ve stejné čtvrti. V ulici Saarstrasse 14, kde Kautští bydleli je dnes pamětní deska.
Kautský byl vykreslen jako „renegát“ v Leninově známém spise Proletářská revoluce a renegát Kautský (1918) a ten zas na oplátku zkritizoval Lenina r. 1934 v práci Marxismus a bolševismus: demokracie a diktatura: „bolševici pod Leninovým vedením uspěli v uchopení kontroly nad armádními silami v Petrohradě a později v Moskvě a tak položili základ nové proletářské diktatury na místě staré diktatury carské“. Nicméně, jak Lenin tak Trocký bránili bolševickou revoluci jako legitimní a historickou sociální revoltu podobnou Francouzské revoluci a sami sebe jakož i další bolševiky otevřeně obsazovali do role jakobínů, zatímco „oportunismus“ Kautského a dalších považovali za důsledek „sociální korupce“ pramenící v jejich neustále zesilujících vztazích s privilegovanými třídami.
Vztah k Sovětskému svazu rozvíjí Kautský ve své další práci Sociální demokracie a komunismus. Z jeho pohledu jsou bolševici konspirační organizací, která se dostala k moci pučem a iniciovala revoluční změny pro které nebylo v Rusku ekonomických předpokladů. Místo toho se společnost zbyrokratizovala, přičemž tamní mizérie dalece převyšuje problémy západního kapitalismu. Stalinovy pokusy o vybudování prosperující a bohaté socialistické společnosti vedou k porážce komunismu.
„Cizinci stojí v Rusku v tichém ohromení před gigantickým podnikem, který je zde uskutečňován, jako by stáli např. před pyramidami. Pouze zřídka jim mysl dovolí doznat, jaké zotročení, jaké zohnutí lidské důstojnosti je spojeno s realizací tohoto gigantického plánu.“
„Vytěžují (bolševici) smysl pro vytvoření materiálních produktivních sil jejich vlastní destrukcí u každého pracujícího člověka. V těchto hrozných podmínkách vytvořených pětiletkou, se lidé prudce rozpadají. To ovšem sovětské filmy neukáží.“ (Je sovětská Rus socialistickým státem?)

## Hlavní práce
- Bedřich Engels: Jeho život, jeho práce a jeho spisy (1887)
- Ekonomické učení Karla Marxe (1887/1903) – česky 1958
- Thomas More a jeho utopie (1888)
- Třídní boj (1892)
- Agrární otázka (1899) – česky 1959
- Sociální revoluce a den po sociální revoluci (1902)
- Socialismus a koloniální politika
- Původ křesťanství (1908) – česky 1961
- Cesta k moci (1909)
- Jsou Židé rasou? (1914)
- Diktatura proletariátu (1918)
- Terorismus a komunismus (1919)
- Pracovní revoluce (1924)